# União das Freguesias de Queluz e Belas
Die União das Freguesias de Queluz e Belas ist eine portugiesische Gemeinde (Freguesia) im Kreis (Concelho) Sintra nordwestlich von Lissabon.
Die Gemeinde entstand im Zuge der Gebietsreform vom 29. September 2013 durch die Zusammenlegung der ehemaligen Gemeinden Queluz und Belas. Queluz wurde Sitz der neuen Verwaltung.
Mit einer Einwohnerzahl von 52.414 Einwohnern (Stand 19. April 2021) und einer Fläche von gut 26 km² entstand eine der größten Gemeinden im Land.